# Falsomalthinus satoi
Falsomalthinus satoi es una especie de coleóptero de la familia Cantharidae. Habita en Brunéi.